# 早稲田大学江沢民講演会名簿提出事件
早稲田大学江沢民講演会名簿提出事件（わせだだいがくこうたくみんこうえんかいめいぼていしゅつじけん）とは早稲田大学が外国政治家による講演会への参加希望学生から同意なく個人情報を警察に提出した事件。「江沢民講演会事件」「早稲田大学江沢民講演会事件」とも呼ばれる。

## 概要
1998年11月28日に早稲田大学の大隈講堂で国賓として来日していた江沢民中国国家主席（総書記）の講演会を開催するにあたって、参加希望学生には事前に学内に備えられた名簿に学籍番号・氏名・住所・電話番号を記入させた上で、参加証を交付させていた。早稲田大学はこの講演会の開催にあたり、警視庁、外務省、中華人民共和国等から万全の警備体制を取ることが要請され、特に警視庁からは警備を理由に名簿の提出を求められた。そのため、早稲田大学は後援会の警備を警察に委ねるべく、学生の同意を得ないまま、約1400人の名簿の写しを警視庁に提出した。
約1年後に名簿が無断で警察に提出されていたことが報道され、複数の学生が早稲田大学に対しプライバシー侵害を理由に損害賠償を求めて出訴した。警察に講演会の参加希望者リストを参加者本人に無断で提出したことについて、早稲田大学副総長の渡辺重範（憲法学者）は「慣例で提出してきた」とコメント、憲法論のレベルで問題なかったとの認識を示している。
2001年10月17日に東京地方裁判所は名簿記載事項の単純情報性、具体的不利益の不在、開示の必要性、開示目的の正当性を総合考慮し、原告の請求を棄却した。原告は控訴するも、2002年7月17日に東京高等裁判所は控訴を棄却した。原告は上告した。
2003年9月12日に最高裁判所第二小法廷は「学籍番号、氏名、電話番号は早稲田大学が個人識別を行うための単純な情報であって、この限りにおいては秘匿されるべき必要性が必ずしも高いものではなく、講演会に参加を申し込んだ学生であることも同断である。しかし、このような個人情報についても、本人が自己が欲しない他者にはみだりにこれを開示されたくないと考えることは自然なことであり、そのことへの期待は保護されるべきものであるから、本件個人情報は、原告らのプライバシーに係る情報として法的保護の対象となる」「早稲田大学が個人情報を警察に開示することをあらかじめ明示した上で講演会参加希望学生に名簿へ記入させるなどして開示について承諾を求めることは容易であったものと考えられ、それが困難であった特別な事情がうかがえない本件において、個人情報を開示することについて原告らの同意を得る手続きをとることなく、原告らに無断で個人情報を警察に開示した早稲田大学の行為は、原告が任意で提出したプライバシーに係る情報の適切な管理についての合理的な期待を裏切るものであり、原告らのプライバシーを侵害するものとして不法行為を構成する」として一部破棄・差し戻しをする判決を言い渡した。なお、亀山継夫裁判官と梶谷玄裁判官は個人情報の単純性を強調した上で、「社会通念上許容される限度を逸脱した違法な行為」とまではいえないとして上告を棄却する反対意見を述べている。
2004年3月24日に東京高裁は「原告らの同意を得ずに個人情報を提供したのは、プライバシーの侵害にあたる」として計1万5000円の支払いを命じる判決を言い渡した。

## その他
早稲田大学では1986年にコラソン・アキノフィリピン大統領、1993年にビル・クリントンアメリカ合衆国大統領、1994年に金泳三韓国大統領、1995年にネルソン・マンデラ南アフリカ大統領等の外国の要人が講演しているが、これらの際にも名簿は警察に提出されていた。